# Tomasz Bujok (duchowny)
Tomasz Bujok (ur. 20 listopada 1972 w Zebrzydowicach) – polski duchowny luterański, proboszcz-administrator Parafii Ewangelicko-Augsburskiej w Pszczynie, od 2023 członek Synodu Kościoła z listy duchownych i radca duchowny Rady Synodalnej (XV kadencji 2023–2028). 
Pochodzi z parafii w Ustroniu. W latach 1993-1997 studiował na ChAT, a w 1998 został w Łodzi ordynowany na duchownego. Do 2000 był tam wikariuszem, następnie przez kilka miesięcy wikariuszem parafii św. Krzysztofa we Wrocławiu. W 2001 został wikariuszem w parafii w Drogomyślu, a w 2004 jej proboszczem pomocniczym. Ponadto od 2012 do 2024 był wizytatorem lekcji nauczania kościelnego Diecezji Cieszyńskiej. 1 września 2024 powołany na stanowisko proboszcza administratora Parafii Ewangelicko-Augsburskich w Pszczynie i w Studzionce.
Żonaty, ma dwie dorosłe córki.